# Julian Calor
Julian Calor est un disc-jockey, compositeur et producteur de musique néerlandais né à Wageningue le 29 juin 1993.
Le jeune Néerlandais commence sa carrière en 2013, alors âgé de 20 ans. Ses deux premiers singles officiels, Ambush et Triumph, connurent peu de succès, mais Julian Color rejoignit le label d'Hardwell quelques mois plus tard et connut ses premiers succès avec Space Dial, Storm ou encore Typhoon qui se classa 9e du top 100 établi par Beatport.
Julian Calor restera fidèle au label d'Hardwell, n'y faisant défaut qu'à une reprise, en décembre 2013, en signant Griffin sur Armada.
Son premier album, Evolve, sort le 1er mai 2015. Son second projet, Involve, est toujours en développement : l'album est composé de 22 singles pour le moment.
Il produit également sous l'alias JUCA où, d'après ses propres dires, des musiques expérimentales et d'ambiances.

## Discographie

### Albums
- 2016 : Involve
- 2015 : Evolve [Revealed Recordings]

### Singles
- 2013 : Ambush (avec Tom & Jame) [Deal Records]
- 2013 : Triumph (avec Oliver Heldens) [Wooha!]
- 2013 : Space Dial [Revealed Recordings]
- 2013 : Griffin [Armada Trice]
- 2014 : Typhoon / Storm EP [Revealed Recordings]
- 2015 : Evolve [Revealed Recordings]
- 2015 : Cell [Revealed Recordings]
- 2015 : Back Again / Crash / Vienna EP (Evolve - Sampler Phase 2) [Revealed Recordings]
- 2015 : One Shot (Typhoon) / Draw Mode / Apocalypse (Evolve - Sampler Phase 3)  [Revealed Recordings]
- 2015 : Power (feat. Haris) [Revealed Recordings]
- 2016 : Revive [Revealed Recordings]
- 2016 : Liberation
- 2016 : Particles
- 2016 : I Choose You
- 2016 : Kaguya
- 2016 : Desperation
- 2016 : Fly
- 2016 : Stranger
- 2016 : We All Need A Friend
- 2016 : Ready For You
- 2016 : Whalphin
- 2016 : Make Me Feel
- 2016 : Chamber
- 2016 : You're Welcome
- 2016 : Totoro (Path Of The Wind)
- 2016 : Rain
- 2017 : Restore
- 2017 : Freedom
- 2017 : Make Me Believe
- 2017 : Arrived In Paradise
- 2017 : Lose Your Mind
- 2017 : JUCA (alias) : Nowhere Land
- 2017 : Night Shade
- 2017 : Phat Fail
- 2018 : Run Away (feat. Maggie Szabo) / Charge Me Up / If Only / You Can Have The  World (Charge Me Up EP) [Musical Freedom / Spinnin' Records]
- 2018 : Space Flute [Monstercat Release]
- 2019 : Galactic Trumpet [Monstercat Release]

### Remixes
- 2014 : Sevyn Streeter - It Won't Stop (feat. Chris Brown) (Julian Calor Remix) [Atlantic]
- 2014 : Jewelz, Scott Sparks - Unless We Forget (Julian Calor Remix) [Revealed Recordings]